# Anderson Patric Aguiar Oliveira
Patric Anderson Patric Aguiar Oliveira, meglio noto come Patric (Macapá, 26 ottobre 1987), è un calciatore brasiliano, attaccante dello Zweigen Kanazawa.

## Palmarès

### Club

#### Competizioni nazionali
- Coppa J. League: 1

Gamba Osaka: 2014
- Campionato giapponese: 1

Gamba Osaka: 2014
- Coppa dell'Imperatore: 2

Gamba Osaka: 2014, 2015
- Supercoppa del Giappone: 1

Gamba Osaka: 2015

### Individuale
- Miglior giocatore della Coppa J. League: 1

2014
- Squadra del campionato giapponese: 1

2014